# Lluita d'Esquerra
Lluita d'Esquerra (grec Μαχόμενη Αριστερά) fou una coalició d'extrema esquerra grega formada el 1993 amb els partits:
- Corrent Nova Esquerra
- Moviment Comunista Revolucionari de Grècia (EKKE)
- Partit Comunista de Grècia (marxista-leninista) (KKE ml)
- Partit Revolucionari dels Treballadors

A les eleccions legislatives gregues de 1993 va rebre 8,160 vots i a les les de 1996 10,443 vots. No va participar en les eleccions europees de 1994 degut a desacords interns que provocaren que alguns d'ells formessin el Moviment d'Esquerra contra la Unió Europea. El 1999 es va dissoldre i tots els partits de la coalició llevat el KKE ml es van unir al Front d'Esquerra Radical.

## Resultats electorals

### Eleccions legislatives
| Any  | Líder                | Vots   | %    | Escons  | +/- | Govern            |
| ---- | -------------------- | ------ | ---- | ------- | --- | ----------------- |
| 1993 | Andreas Vogiatzoglou | 8.160  | 0,15 | 0 / 300 | Nou | Extraparlamentari |
| 1996 | Col·lectiu           | 10.443 | 0,15 | 0 / 300 | =   | Extraparlamentari |